# Пензенский артиллерийский инженерный институт имени Н. Н. Воронова
Пензенский артиллерийский инженерный институт (ПАИИ ВА МТО) — российское высшее военное учебное заведение. Специализируется на подготовке и переподготовке военных инженеров и специалистов для ракетных войск и артиллерии, а также учреждений и организаций ГРАУ по специальностям «Средства поражения и боеприпасы» и «Вооружение и военная техника, комплексы и системы военного назначения».
С 2012 года является филиалом Военной академии материально-технического обеспечения имени генерала армии А. В. Хрулёва. Свидетельство о государственной аккредитации: серия В № 000162; регистрационный № 1606 от 16 июля 2004 года.

## История
- 26 июня 1943 года: Приказом Народного комиссара обороны СССР № 389 была создана Высшая офицерская артиллерийско-техническая школа (ВОАТШ);
- 10 июля 1946 года: передислокация школы из города Тула в город Пенза;
- 26 августа 1958 года: приказом Министра обороны СССР № 0151 от 26.08.1958 года во исполнение постановления Совета Министров СССР от 6 августа 1958 года № 876-411 на базе Центральных артиллерийско-технических офицерских курсов к 1 октября 1958 года создано Пензенское высшее артиллерийское инженерное училище численностью переменного состава 1500 человек со сроком обучения 5 лет;
- 1968 год: училище получает почётное наименование Пензенское высшее артиллерийское инженерное ордена Красной Звезды училище имени Главного маршала артиллерии Н. Н. Воронова (ПВАИУ);
- 1998 год: Постановлением Правительства Российской Федерации № 1009 от 29 августа 1998 года[2] училище реорганизовано в Пензенский артиллерийский инженерный институт;
- 2002 год: Постановлением Правительства Российской Федерации № 807 от 11 ноября 2002 года[3] институту возвращено его почётное наименование, после чего он становится Пензенским артиллерийским инженерным институтом имени Главного маршала артиллерии Воронова Н. Н. (ПАИИ);
- 2009 год: на основании Распоряжения Правительства Российской Федерации от 24 декабря 2008 года № 1951-р[4], ПАИИ ликвидируется как самостоятельное учебное заведение и включается в качестве института в состав Военного учебно-научного центра Сухопутных войск «Общевойсковая академия Вооружённых Сил Российской Федерации» (Москва);

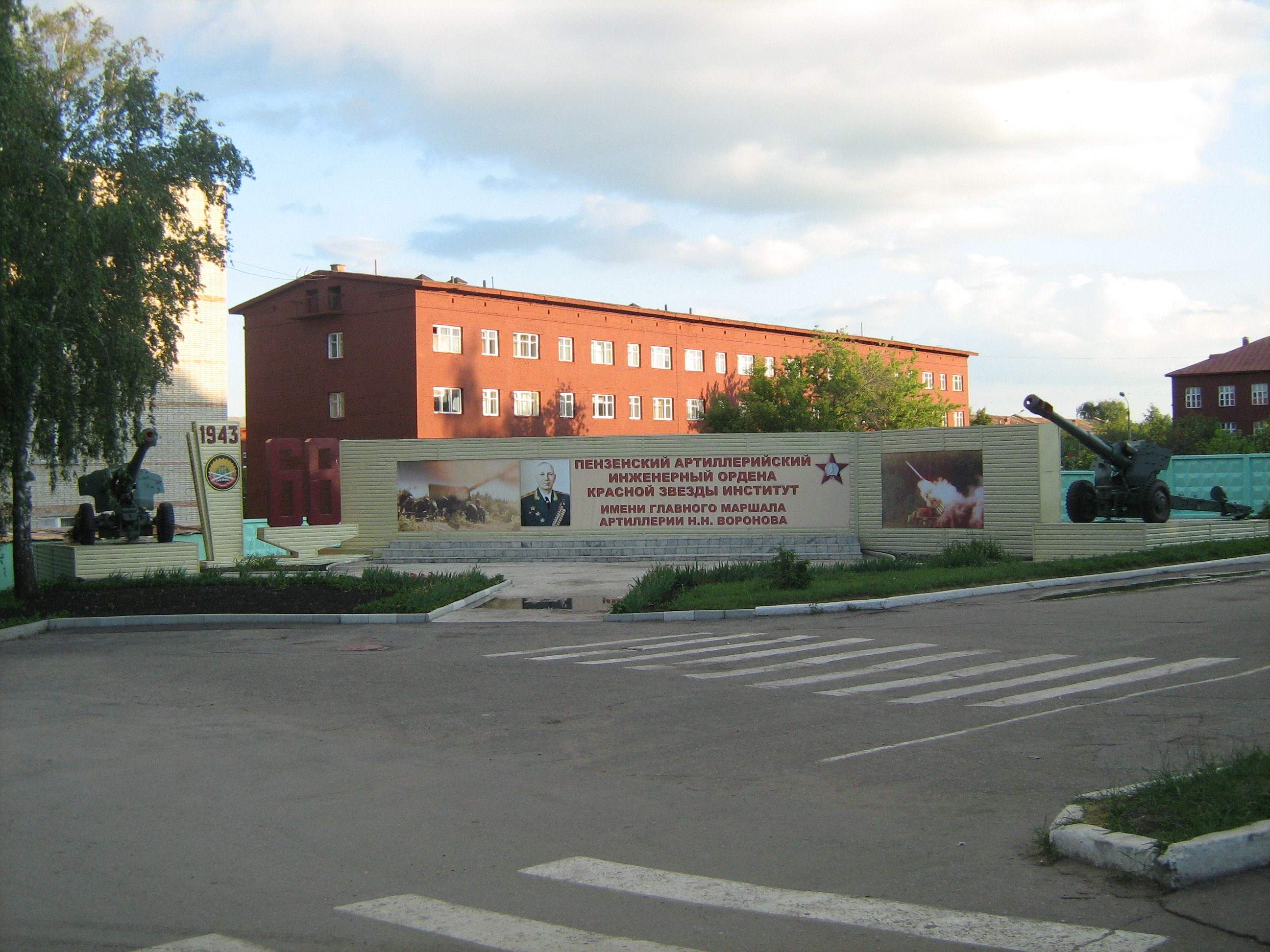
Территория учебного заведения, 2011 год

- 2010 год: согласно Распоряжению Правительства России от 11 ноября 2009 года № 1695-р[5], ПАИИ из института в составе академии реорганизован в филиал Военного учебно-научного центра Сухопутных войск «Общевойсковая академия Вооружённых Сил Российской Федерации» (ВУНЦ СВ «ОВА ВС РФ»);
- 1 июля 2012 года: Приказом Министра обороны Российской Федерации № 610 от 23 марта 2012 года Пензенский артиллерийский инженерный институт имени Главного маршала артиллерии Н. Н. Воронова (филиал) выводится из состава ВУНЦ СВ «ОВА ВС РФ» и присоединяется в качестве Пензенского филиала к Военной академии материально-технического обеспечения имени генерала армии А. В. Хрулёва (ВА МТО). Уставом академии, утверждённым Министром обороны Российской Федерации 8 сентября 2015 года, для бывшего ПАИИ им. Н. Н. Воронова установлены следующие наименования[6]:
  - Полное наименование:
    - Филиал федерального государственного казённого военного образовательного учреждения высшего образования «Военная академия материально-технического обеспечения имени генерала армии А. В. Хрулёва» Министерства обороны Российской Федерации в г. Пензе;

  - Сокращённые наименования:
    - Филиал ВА МТО в г. Пензе,
    - Пензенский артиллерийский инженерный институт,
    - ПАИИ ВА МТО.

## Начальники
- Первым начальником Пензенского высшего артиллерийского инженерного училища (1958—1966) был генерал-полковник артиллерии И. И. Волкотрубенко;
- Прояев, Евгений Иванович, генерал-майор артиллерии (1966—1969);
- Игнатьев А. А, генерал-майор артиллерии (1969—1972);
- Зикеев, Виктор Сергеевич,генерал-майор артиллерии (1972—1978);
- Зайцев, Василий Иванович , генерал-лейтенант артиллерии (1978—1987);
- Савлинов В. М., генерал-майор артиллерии (1987—1991);
- Шкурко Михаил Данилович, генерал-майор артиллерии (1991—1997);
- Александр Андреевич Плющ, генерал-майор (1997—2015);
- Александр Иожефович Цаплюк, генерал-майор (2015 — настоящее время).

## Награды и почётные наименования
- 17 ноября 1945 года заслуги ВОАТШ отмечены орденом Красной Звезды;
- Приказом Министра обороны СССР № 166 от 25 июня 1968 года, в честь Героя Советского Союза Главного маршала артиллерии Н. Н. Воронова, ПВАИУ присвоено почётное наименование «имени Главного маршала артиллерии Н. Н. Воронова»[7];
- Приказом Министра обороны Российской Федерации от 7 июня 2003 года ПАИИ награждён вымпелом Минобороны России «За мужество, воинскую доблесть и боевую выучку»;
- 17 октября 2022 года Пензенский артиллерийский инженерный институт награждён орденом Жукова[8].

### Видео
- 9 августа 2014. Торжественный марш курсантов с песней на территории института в г. Пензе.
- 9 мая 2015. День Победы. Торжественный марш офицеров и курсантов на площади Победы в г. Пензе.
- 9 мая 2016. День Победы. Торжественный марш офицеров и курсантов на площади Победы в г. Пензе.